# 5. dalmatinska brigada (NOVJ)
Za druge 5. brigade glejte 5. brigada.
5. dalmatinska brigada (srbohrvaško: 5. dalmatinska brigada) je bila brigada v sestavi Narodnoosvobodilne vojske in partizanskih odredov Jugoslavije in ki je delovala med drugo svetovno vojno na področju Kraljevine Jugoslavije.

## Organizacija
- štab
- 3x bataljon